# 시굴다시

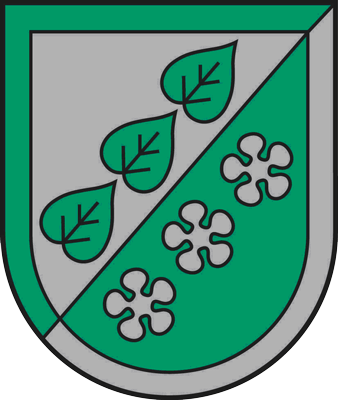
시 문장

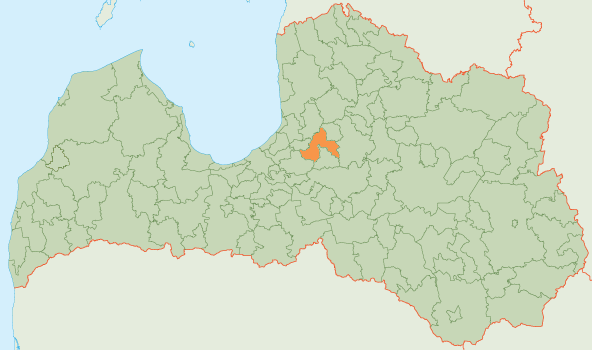
시굴다 시의 위치

시굴다시(라트비아어: Siguldas novads)는 라트비아의 지방 자치체로 행정 중심지는 시굴다이며 면적은 359.9km2, 인구는 17,579명(2009년 기준), 인구 밀도는 49명/km2이다. 1개 도시, 3개 교구를 관할한다.

## 같이 보기
- 라트비아의 행정 구역